# تاكومي ناجاساوا
تاكومي ناجاساوا (باليابانية: 長澤卓己) هو لاعب كرة قدم ياباني في مركز الوسط، ولد في 27 مايو 1992 في طوكيو في اليابان. لعب مع YSCC Yokohama ‏.

## وصلات خارجية
- تاكومي ناجاساوا على موقع رابطة كرة القدم اليابانية للمحترفين (اليابانية)
- تاكومي ناجاساوا على موقع قاعدة بيانات كرة القدم.إي يو (الإنجليزية)
- تاكومي ناجاساوا على موقع Soccerway.com (الإنجليزية)